# 堀田勝二
堀田 勝二（ほった かつじ、1922年8月15日 - 2001年11月13日）は、日本の弁護士。

## 概要
1954年に東京大学法学部法律学科卒業。1956年に弁護士登録。
司法研修所教官、第一弁護士会会長、日本弁護士会副会長を歴任した後、1992年に公安審査委員会委員長に就任。公安審査委員会委員長時代にオウム真理教事件が発覚し、オウム真理教破壊活動防止法問題に携わった。
オウム問題対処後に公安審査委員会委員長を辞任した。
2001年11月12日に心不全で死去した。